# Бреванд
Бреванд (фр. Brévands) насеље је и општина у северној Француској у региону Доња Нормандија, у департману Манш која припада префектури Сен Ло.
По подацима из 2011. године у општини је живело 331 становника, а густина насељености је износила 23,86 становника/km². Општина се простире на површини од 13,87 km². Налази се на средњој надморској висини од 33 метара (максималној 29 m, а минималној 0 m).

## Демографија
| 1962. | 1968. | 1975. | 1982. | 1990. | 1999. | 2011. |
| ----- | ----- | ----- | ----- | ----- | ----- | ----- |
| 291   | 296   | 241   | 272   | 294   | 318   | 331   |

График промене броја становника у току последњих година